# Geologia do Nevada
A geologia do Nevada começou a se formar durante o éon Proterozoico, a partir da costa oeste da América do Norte até o noroeste do México. Os terrenos de blocos crustais se agregaram ao longo do continente, de forma que um ambiente marinho predominou nesta área durante os períodos Paleozoico e Mesozoico. Nos últimos 66 milhões de anos, a formação geológica e fisiográfica deste terreno foi marcada por atividade vulcânica intensa e formação de geleiras.

## Formação geológica, estatigráfica e tectônica
As rochas mais antigas do Nevada estão situadas na cordilheira de East Humboldt, no nordeste dos Estados Unidos, com traços de isótopos de chumbo, o que sugere terem sido formados há cerca de 2,5 bilhões de anos entre o Arqueano e o Proterozoico. As rochas metamórficas e ígneas foram formadas há cerca de 1,7 bilhão de anos, na região do condado de Clark e nas áreas populosas em torn de Las Vegas. A região fazia parte do supercontinente Rodínia.
O continente se fragmentou entre 700 e 600 milhões de anos atrás. Não há uma crusta continental no oeste do Nevada datada a cerca de 700 milhões de anos atrás, pois a parte oeste da região foi dividida e se tornou parte da atual Sibéria.

### Paleozoico (541–251 milhões de anos atrás)
Após a divisão do supercontinente Rodínia, o sul e o leste do Nevada permaneceram como uma margem passiva na borda oeste do continente proto-norte-americano de Laurentia. Sedimentos se acumularam ao longo desta margem conforme ela diminuía, formando espessas camadas de arenito, siltito, calcário e dolomita. Os terrenos ao longo de Monitor, Egan, Schell Creek e Arrow Canyon, localizados ao leste são predominantemente formados por calcário e dolomita, datados há cerca de 400 milhões de anos e afetados pelas condições marinhas da região. Por outro lado, a região central do Nevada é predominantemente formada por xisto, siltito e sílex que se formaram nas águas profundas da região, à medida que o lodo de fimas se depositou nas águas profundas da costa. 
As colisões de placas continentais formaram o supercontinente Pangea, levando à subducção deste ao longo da margem ocidental de Laurentia. Ao passo que as placas passaram por subducção, elas estimularam uma intensa atividade vulcânica e tectônica, de modo que arcos vulcânicos, insulares e plataformas de carbonato se acumularam pela costa oeste. Dezenas de terrenos formados por acumulação de rochas ao longo de mais de 250 milhões de anos foram se sobrepondo. Vastos terrenos de granito se formaram a partir de magma.[carece de fontes?]
A formação tecnônica Antler Orogeny, nomeada por geólogos em 1951 após a formação de Antler Peak em Battle Mountain, foi um dos primeiros eventos de construção de montanha por orogenia, que resultaram na criação da Província Basin e Range. O planalto Antler, incluindo as montanhas Roberts, formou-se à medida que sedimentos oceânicos profundamente submersos emergiam. Na maior parte, a orogenia do Antler ocorreu durante o Devoniano e o Mississipiano, embora possa ter continuado por mais tempo. 
Durante a orogênese de Sonomo, o terreno ocêanico de Golconda allochthon – que se trata de uma sequência espessa formada por basalto, siltito, xisto, sílex e calcário, sobrepôs a sequência do Antler. Seu nome é derivado do Golcondo Summit, no ponto onde a autoestrada Interstate 80 dos Estados Unidos cruza a montanha Edna. Sonomia, o superterreno que foi se formando nesta região, inclui vários terrenos menores, como Walker Lake, Pine Nut e Paradise.

### Mesozoico (251–66 milhões de anos atrás)
A convergência das placas tecnônicas continuou ao longo do Mesozoico, com a adição do terreno de Black Rock-Jackson durante o Jurássico e o Cretáceo, agora localizados no noroeste do Nevada. As rochas do terreno são vulcânicas ou sedimentares e se originaram ao longo da costa no Paleozoico e no Triássico. Por volta do final do Mesozoico, os terrenos secos prevaleciam em Nevada. 

### Cenozoico (66 milhões de anos atrás–presente)
No Mesozoico, a zona de subducção de Farallon Plate produziu magma e contribuiu na formação das montanhas de Serra Nevada, mas por volta de 60 milhões de anos atrás,, no éon Cenozoico, seu ângulo  diminuiu e se moveu mais ao leste sem produção de magma. A formação de placas produziu tensão de cisalhamento na base da placa norte-americana, impulsionando a orogênese de Laramide, que criou as Montanhas Rochosas. Devido às condições da crosta, inferida ser uma seção menos espessa do Farallon, houve intensa atividade vulcânica no Eoceno ao norte do Nevada há cerca de 43 milhões de anos, atingindo o centro do estado ao Oligoceno e o sul ao Mioceno. Este vulcanismo foi um dos mais intensos da história da Terra, e ejetou 17 000 milhas cúbicas (mi³) de material em cerra de 250 erupções, de modo que camadas da paisagem de tufos diminuíram milhares de metros em espessura.

## Geologia de recursos naturais
A mineração e os recursos minerais despenham um papel importante na economia do Nevada. Existem vastos depósitos de prata na região, os quais estimularam a colonização e a criação deste Estado em 1800, e o Nevada é um importante produtor de ouro nos Estados Unidos, extraindo cerca de 141 747 kg do mineral por ano.
Ao nordeste do Nevada, escarnitos de ouro desempenham um importante papel para a atividade de mineração. 
Em 1961, depósitos de ouro foram descobertos na região de Carlin, Nevada. O calcário paleozoico, formado na antiga margem continental, contém ouro associado à pirita e sulfetos de arsênio e, especialmente, jaspoides.
O estado do Nevada é o principal produtor de barita nos Estados Unidos, que é extraída principalmente das Minas Greystone, no Condado de Lander.